# Lycoriella jauva
Lycoriella jauva är en tvåvingeart som först beskrevs av Wilhelm Ludwig Rapp 1946.  Lycoriella jauva ingår i släktet Lycoriella och familjen sorgmyggor.
Artens utbredningsområde är Illinois. Inga underarter finns listade i Catalogue of Life.